# Off the Wall (альбом)
Off the Wall (укр. «Не як всі»)  — п'ятий студійний альбом американського співака Майкла Джексона, що вийшов 10 серпня 1979 року. Цей альбом став першим для Джексона, який вийшов на лейблі Epic Records, а також першим альбомом, продюсером якого став Квінсі Джонс, якого він зустрів під час знімання фільму «The Wiz» 1978 року. Кілька критиків відзначили, що Off the Wall був створений на основі диско, поп-музики, фанку, R&B, софт-року та бродвейських балад. У текстах пісень присутні теми ескапізму, визволення, самотності, гедонізму і романтики. В альбом увійшли композиції від Стіві Вандера, Пола Маккартні, Рода Темпертона, Тома Балера, Девіда Фостера, а також три треки, написані самим Джексоном.
За період з 1972 по 1975 роки Майкл Джексон випустив чотири сольні студійні альбоми під лейблом Motown, входячи до групи «The Jackson 5»: «Got to Be There» (1972), «Ben» (1972), «Music & Me» (1973) і «Forever, Michael» (1975). Перед записом свого наступного альбому, якому він надав назву Off the Wall, Джексон мав бажання створити платівку, яка б відрізнялася від його попередніх робіт і демонструвала його творчу свободу та індивідуалізм. Off the Wall досяг третього місця в чарті Billboard Top LPs & Tapes і став лідером чарту Top Black Albums, перебуваючи на першому місці протягом 16 тижнів. Альбом також отримав велике визнання критиків. З нього вийшло п'ять синглів, зокрема хіт номер один Billboard Hot 100 «Don't Stop 'Til You Get Enough», який став першим сольним хітом Джексона, що досяг вершини американського чарту після семирічної перерви з часу Ben. Другий сингл «Rock With You» також став лідером чарту. Наступні сингли «Off the Wall» та «She's Out Of My Life» також увійшли до топ-10 Billboard Hot 100, зробивши Джексона першим сольним виконавцем, у чиїй дискографії чотири сингли з одного альбому потрапили до топ-10 Billboard Hot 100.
Альбом Off the Wall представляв значний крок вперед для Майкла Джексона відносно його попередніх робіт з лейблом Motown і вважається великим проривом в його кар'єрі. Зараз, оглядаючись на минуле, критики визнають його як емблематичний реліз епохи диско і, разом з його наступним альбомом Thriller (1982), одним з найвизначніших альбомів в історії музики. Off the Wall розійшовся тиражем понад 20 мільйонів копій в усьому світі, зробивши його одним з найпродаваніших альбомів усіх часів. На церемонії Греммі 1980 року Off the Wall був номінований на дві премії, а Майкл Джексон переміг у номінації «Найкраще вокальне R&B-виконання, чоловіче» за пісню «Don't Stop 'Til You Get Enough».
16 жовтня 2001 року спеціальне перевидання альбому Off the Wall вийшло Sony Music. 2003 року альбом посів 68 сходинку в Списку 500 найкращих альбомів усіх часів за версією журналу Rolling Stone.
У 2008 році Off the Wall було включено до Зали слави «Греммі».
2 лютого 2021 року альбом отримав 9-кратний платиновий статус від Американської асоціації звукозапису (RIAA) у Сполучених Штатах.

## Передісторія

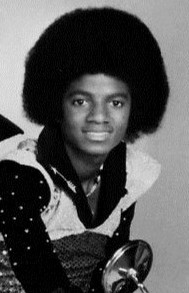
Майкл Джексон в 1977 році

Протягом періоду з 1972 по 1975 роки, Майкл Джексон випустив чотири сольні студійні альбоми під лейблом Motown: Got to Be There, Ben, Music & Me та Forever, Michael. Ці альбоми були частиною франшизи «The Jackson 5» і включали такі вдалі сингли, як Got to Be There, Ben та ремейк пісні Боббі Дея «Rockin' Robin». Проте, внаслідок зниження продажів The Jackson 5 в 1973 році та обмежень, накладених Motown на їх творчий контроль, учасники групи були розчаровані. 1975 року, окрім Джермейна Джексона, The Jackson 5 покинули лейбл Motown і підписали контракт з CBS Records, спочатку приєднавшись до Philadelphia International Records, а потім до Epic Records. В результаті судового процесу гурт змінив назву на The Jacksons. Після цього, група продовжила свої міжнародні гастролі та випустила ще п'ять студійних альбомів між 1976 та 1984 роками: «The Jacksons», «Goin' Places», «Destiny», «Triumph» та «Victory», а також концертний альбом у 1981 році. Протягом цього періоду Майкл виступав не лише як вокаліст, але й як основний автор пісень групи, створивши або співпрацювавши над хітами, такими як «Shake Your Body (Down to the Ground)», «This Place Hotel» та «Can You Feel It».
У 1978 році Майкл Джексон зіграв роль Опудала в фільмі-мюзиклі «The Wiz». Музичну партитуру для фільму аранжував Квінсі Джонс, який став партнером Джексона під час знімання і погодився продюсувати його сольний альбом Off the Wall. Джексон дуже серйозно підійшов до своєї ролі і вивчав відеозаписи з тваринами, такими як газелі, гепарди і пантери, щоб навчитися граціозним рухам для своєї кіно-ролі. Квінсі Джонс згадував співпрацю з Джексоном як одну з найкращих робіт над «The Wiz» і хвалив його акторський талант, порівнюючи його з виконанням Семмі Девіса-молодшого. Хоча після виходу фільму на екрани він отримав критику, виконання Джексоном ролі Опудала було високо оцінено. Критики відзначали, що Джексон проявив справжній акторський талант і створив запам'ятовувальні моменти в фільмі. Сам Джексон висловив задоволення результатами своєї роботи над фільмом і назвав цей досвід своїм найбільшим.

## Виробництво

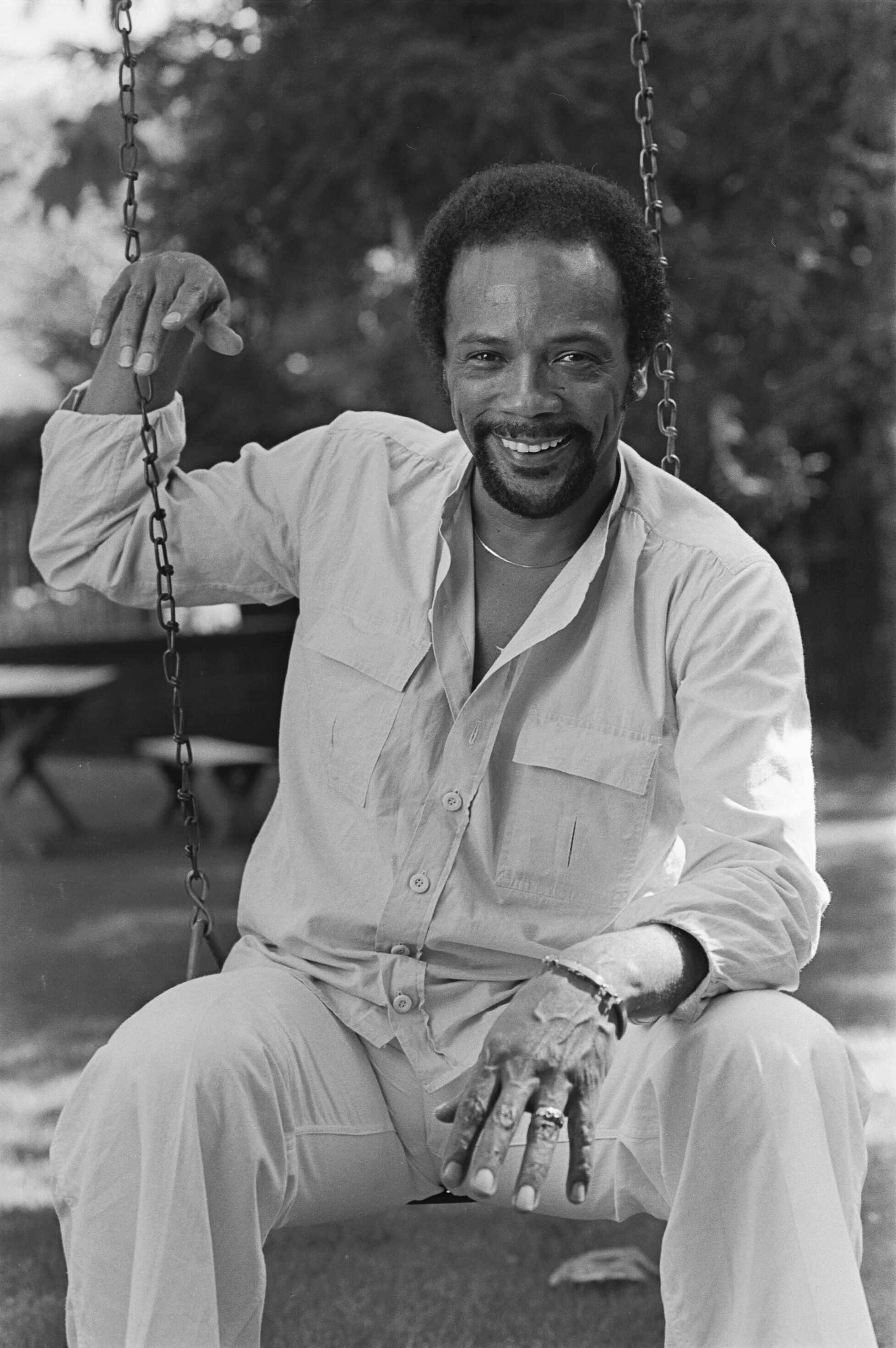
Квінсі Джонс спродюсував Off the Wall. Це була перша з трьох успішних співпраць з Джексоном.

Коли Майкл Джексон розпочав проєкт Off the Wall, він був не впевнений, що саме хоче досягти в результаті. Однак, він втомився від альбомів, які звучали як роботи групи «The Jacksons», і прагнув більшої творчої свободи, яку попередні альбоми не давали йому. Батько Джексона, Джозеф, також підтримав його проєкт і дозволив йому записати альбом за умови, що це не заважатиме бізнесу групи. Попри бажання братів співпрацювати з ним, Майкл бажав створити альбом незалежно від сім'ї. Проте, його брат Ренді все ж таки приєднався до запису пісні Don't Stop 'Til You Get Enough зі своїми перкусійними партіями.
Джонс виступив продюсером альбому Off the Wall, а Джексон став співпродюсером пісень, які він написав для альбому. Серед авторів пісень були сам Джексон, Род Темпертон з групи Heatwave, Стіві Вандер і Пол Маккартні. Всі записи проводились на звукозаписних студіях у Лос-Анджелесі, з 4 грудня 1978 року по 3 червня 1979 року. Ритмічні треки і вокали були записані в Allen Zentz Recording, партії валторни — в Westlake Audio, а струнні інструменти — в Cherokee Studios у Західному Голлівуді. Зведення звуку було здійснене відомим інженером Брюсом Свіденом в Westlake Audio, після чого оригінальні записи були відправлені на студію A&M для мастерингу. Саме Свіден згодом також займався зведенням звуку для наступного альбому Джексона, найвідомішого Thriller 1982 року. Джонс згадував, що спочатку він сприймав Джексона як дуже замкнуту, сором'язливу і невпевнену особистість.
Пісня «She's Out Of My Life» була написана Томом Балером для Джона Тома Балера три роки до запису альбому. Проте, Джексону сподобалася ця пісня і Джонс дозволив йому використати її у своєму записі. Для написання трьох пісень Джонс запросив клавішника Heatwave, Рода Темпертона. В планах було обрати одну пісню Темпертона, але Джексону сподобалися всі три, тому він включив їх у кінцевий варіант альбому. Щоб вивчити тексти цих пісень, Джексон не спав протягом ночі і записав вокал до трьох пісень Темпертона за дві сесії запису. Темпертон змінив свій підхід до написання пісень, вивчивши музичний стиль Джексона. Він поєднав свої традиційні гармонійні сегменти з короткими нотними мелодіями, що відповідали енергійному стилю Джексона. Саме Джексон написав пісню «Don't Stop 'Til You Get Enough», натхненний мелодією, яку він наспівав на кухні. Після прослуховування сотень пісень Джексон і Джонс вирішили, які з них включити до запису альбому. Виробництво Off the Wall та остаточний вибір треків вважалися ризикованими. Обкладинка альбому також отримала особливу увагу, на ній зображений посміхнений Джексон, вдягнений у смокінг і його власні фірмові шкарпетки. Джон Бранка, менеджер Джексона, зазначив, що смокінг був спільним задумом для проєкту Off the Wall, а шкарпетки належали самому Майклу.

## Музика та вокал
Музичні критики, зокрема Стівен Томас Ерлвайн і Стівен Холден з AllMusic, відзначили, що альбом Off the Wall поєднує різноманітні жанри, такі як фанк, диско-поп, соул, софт-рок і поп-балади. У ньому можна виділити різні треки, такі як балада «She's Out of My Life», фанк-мелодія «Workin' Day and Night» і диско-пісня «Get on the Floor». Пісня «I Can't Help It» має джазовий відтінок. Квінсі Джонс, у своїй автобіографії, порівнює співака з великими джазовими виконавцями, такими як Елла Фіцджеральд, Френк Сінатра і Арета Франклін, зауважуючи, що вони мають подібні якості, такі як сильний фірмовий звук і відкриту рану, яка спонукала їх до величі. «She's Out of My Life» виступає як мелодійна поп-балада, в кінці якої емоційний Джексон навіть плаче. Автор ритм-енд-блюзу Нельсон Джордж вважає, що ця пісня стала підписом Джексона, схожим на те, як «My Way» стала підписом Френка Сінатри, і вона втілює його вразливість, що межує з крихкістю. «Rock with You» є романтичною піснею з середнім темпом. Темп пісень на альбомі варіюється від 66 ударів на хвилину в «She's Out of My Life» до 128 ударів на хвилину в «Workin' Day and Night».
З появою альбому Off the Wall наприкінці 1970-х років здібності Джексона як вокаліста були високо оцінені. Автор AllMusic Стівен Томас Ерлвайн називав його «сліпуче обдарованим вокалістом». В журналі Rolling Stone порівнювали його вокал з «задиханим, мрійливим заїканням» Стіві Вандера. Їхній аналіз також зосереджувався на красі «пір'ясто-дерев'яного тенору Джексона», який плавно переходив у захопливий фальцет, використовуючи його дуже сміливо. Письменник, журналіст і біограф Дж. Ренді Тарабореллі відзначив, що в пісні «Don't Stop 'Til You Get Enough» Джексон співав «сексуальним фальцетом». Тарабореллі також зазначив, що фанати і колеги відчули шок, коли альбом Off the Wall вийшов, оскільки вони не чули такої радості і самовіддачі у його вокалі з часів раннього періоду Jackson 5.

## Реліз та комерційний прийом
Альбом Off the Wall вийшов 10 серпня 1979 року і швидко здобув комерційний успіх. Він посів третє місце в чарті Billboard Top LPs & Tapes і перше місце в чарті Billboard R&B Albums, утримуючись на вершині протягом 16 тижнів. Він також став третім найпродаванішим альбомом 1980 року в США та Великій Британії. Альбом був проданий кількістю понад 20 мільйонів копій в усьому світі і отримав 9-кратний платиновий сертифікат в США. Успіх «Off the Wall» привів до подальшої співпраці між Джексоном і Джонсом, яка виявилась надзвичайно плідною, з наступним альбомом Thriller став найпродаванішим альбомом усіх часів.
Альбом Off the Wall також отримав спеціальне перевидання в 2001 році та був повторно перевиданий у 2016 році. Перевидання отримало позитивні відгуки критиків, які високо оцінили матеріал після більш як 20 років з моменту його оригінального випуску. З'явилась також документальний фільм «Подорож Майкла Джексона від Motown до Off the Wall» режисера Спайка Лі, який супроводжував перевидання.

## Сингли
Сингл «Don't Stop 'Til You Get Enough» вийшов 10 липня 1979 року під лейблом Epic Records і став першим сольним синглом Майкла Джексона, що вийшов після його розриву з Motown Records. 10 жовтня ця пісня очолила чарт Billboard Hot 100, ставши першим сольним синглом Джексона, який досяг першого місця після Ben, що вийшов 7 років тому.
Сингл «Rock with You» також досяг першого місця в чарті Billboard Hot 100 і став третім синглом номер один в кар'єрі Джексона. Він провів чотири тижні поспіль на вершині хіт-параду, починаючи з 19 січня 1980 року, і став четвертим найбільшим хітом 1980 року.
У лютому вийшов сингл Off the Wall як заголовний трек альбому. Він посів 10 місце в чарті Billboard Hot 100 і досяг топ-10 в чотирьох країнах. Після цього вийшов сингл «She's Out of My Life», який також досяг 10 місця в чарті Billboard Hot 100 в червні. Ця пісня також відзначалась своїм повільним темпом, з ритмом 66 ударів на хвилину.
Альбом Off the Wall став першим альбомом сольного виконавця, який мав чотири хіти в американському чарті топ-10, підтверджуючи успіх Джексона як сольного артиста.

## Рецензії критиків
Справді, альбом Off the Wall отримав велику кількість позитивних відгуків від критиків і заробив високу оцінку в музичних виданнях. Оглядач журналу «Rolling Stone» Стівен Холден відзначив зрілість Джексона на цьому альбомі і його відхід від раннього матеріалу Motown, називаючи його «розвінчаним пост-Motown гламуром у його найкращому вигляді». Він також порівняв Джексона зі Стіві Вандером, ще одним артистом Motown, який змінив свій стиль і отримав визнання за свою творчість.
Альбом також отримав позитивні відгуки від інших видань. Наприклад, журнал Billboard назвав його «знаковим релізом епохи диско» і похвалив Джексона за його вокальні здібності та талант у створенні захопливої музики. Також Off the Wall отримав 9-кратний платиновий сертифікат в США і був одним з найпродаваніших альбомів 1979 року.
Усе це підтверджує те, що «Off the Wall» був значним проривом для Майкла Джексона, дозволив йому показати свою зрілість і талант, а також встановив його як одного з найвидатніших музикантів свого покоління.
Справді, критики висловили велику хвалу Джексону та альбому Off the Wall. Роберт Крістгау з The Village Voice визнав Джексона та Квінсі Джонса за створення найкращого танцювального груву року і відзначив, що словниковий запас Майкла відображає його зрілість і розвиток. Філ МакНіл з Melody Maker також високо оцінив альбом, називаючи його комфортним і впевненим, а пісню «Don't Stop 'Til You Get Enough» визнав найкращою на альбомі. Він також похвалив «Rock with You» як майстерну пісню, а самого Джексона визнав одним з найкращих виконавців з точки зору стилю і техніки.
Інші видання також висловили позитивну думку про альбом. Девід Хепворт з Smash Hits описав голос Джексона як «ангельський», а Sounds підкреслив його надзвичайну гнучкість.
Усі ці рецензії свідчать про те, що альбом Off the Wall був великим музичним досягненням для Майкла Джексона, отримавший визнання як творчий прорив і демонстрацію його вокального майстерності та зрілості.
Так, у 1980 році Майкл Джексон отримав визнання та нагороди за свою роботу над альбомом Off the Wall. Він отримав три нагороди American Music Awards, включаючи «Найкращий Soul/R&B альбом», «Найкращий чоловічий Soul/R&B виконавець» і «Найкращий Soul/R&B сингл». Крім того, він здобув премію Греммі за найкраще чоловіче вокальне R'n'B-виконання.
Попри ці успіхи, Джексон відчував, що «Off the Wall» мав би мати ще більший вплив і намірено прагнув перевершити очікування з наступним релізом. Він був розчарований тим, що на церемонії вручення премії Греммі в 1980 році отримав лише одну нагороду, вважаючи, що йому повинні були доручити більше. Він висловив своє незадоволення, заявивши, що це було несправедливо і що він мав би здобути премію за «Запис року». Він висловив впевненість, що така ситуація більше не повинна повторюватися.
Це свідчить про те, що Майкл Джексон не тільки прагнув до комерційного успіху, але й мав великі амбіції та постійно прагнув до вдосконалення своєї музики та отримання визнання з боку промовців і критиків.

## Спадщина та вплив

### Вплив
Off the Wall дійсно вважається одним з найкращих альбомів усіх часів, як підтверджують рецензії критиків і вплив, який він мав на музичну індустрію. Він може бути менш відомим комерційно, ніж Thriller або інші альбоми Джексона, але його музична якість та вплив не можуть бути запереченими.
Багато сучасних виконавців визнають вплив Off the Wall на свою музику. Наприклад, The Weeknd назвав його одним з факторів, що вплинули на його артистизм і вокальні навички. Виконавці, такі як Джастін Бібер і Бейонсе, також зазначають вплив Джексона і його музики на їхню кар'єру.
Деякі музичні журналісти порівнюють Off the Wall з Thriller і визнають його як один з найкращих альбомів Джексона. Він уособлює пік епохи диско і входить до числа знакових диско-альбомів, що сформували звучання того часу.
Також варто відзначити, що Off the Wall встановив рекорди продажів для чорношкірих артистів і відкрив нову еру R&B-поп-кросоверів у музичній індустрії.
В цілому, Off the Wall отримав визнання як від критиків, так і від сучасних виконавців, і вважається одним з найкращих альбомів Джексона, який залишає слід у музичній історії.

### Повторна оцінка
Останні огляди продовжують високо оцінювати Off the Wall за його привабливість і актуальність у 21-му столітті. Blender надав альбому повну п'ятизіркову рецензію, підкреслюючи, що він став «блокбастером для вечірок», відкривши нові горизонти у танцювальній музиці та серцебитті, його вплив виходить далеко за рамки жанру R'n'B та поп-музики. AllMusic також дав альбому п'ятизірковий рейтинг, високо оцінивши його змішання дискотечного фанку і мейнстрімної поп-музики, а також текстів пісень Джексона і майстерного продюсування Джонса. Видання вбачає в Off the Wall надзвичайно свіжий альбом, який залишається яскравим і захопливим навіть після років його виходу.
У відгуках на альбом Off the Wall незліченні письменники і видання висловлюють величезну похвалу його музиці і впливу. Дописувач Rolling Stone зауважив, що танцювальні треки «Off the Wall», такі як «Don't Stop 'Til You Get Enough», «Rock With You» і «Burn This Disco Out», є прикладами того, чому диско було так популярним. Джексон показав свою талановитість як вокаліста, здатного виконувати як балади, так і енергійні диско-пісні. Критик BBC описав альбом як один з найкращих поп-альбомів усіх часів і високо оцінив різноманітність та обдарованість Джексона. Журнал The Guardian назвав Off the Wall кращим за Thriller, визнаючи його шедевром, а Entertainment Weekly, підбиваючи підсумки на 60-річчя Джексона, також відзначив його велич альбому і його вплив. Ці відгуки підкреслюють, що Off the Wall є вагомим твором, який визначив Джексона як музичного феномена і приніс йому широке визнання.

## Список пісень
| #   | Назва                                      | Автор                             | Тривалість |
| --- | ------------------------------------------ | --------------------------------- | ---------- |
| 1.  | «Don't Stop 'Til You Get Enough»           | Майкл Джексон                     | 6:05       |
| 2.  | «Rock With You»                            | Род Темпертон                     | 3:40       |
| 3.  | «Working Day And Night»                    | Майкл Джексон                     | 5:14       |
| 4.  | «Get on the Floor»                         | Майкл Джексон, Луїс Джонсон       | 4:39       |
| 5.  | «Off the Wall»                             | Род Темпертон                     | 4:06       |
| 6.  | «Girlfriend»                               | Пол Маккартні                     | 3:05       |
| 7.  | «She's Out Of My Life»                     | Том Балер                         | 3:38       |
| 8.  | «I Can't Help It»                          | Сьюзі Грін, Стіві Вандер          | 4:28       |
| 9.  | «It's the Falling in Love» (з Петті Остін) | Девід Фостер, Керол Байєр Сейджер | 3:48       |
| 10. | «Burn This Disco Out»                      | Род Темпертон                     | 3:40       |

## Учасники запису
- Майкл Джексон — вокал (всі треки), бек-вокал (1-6, 9, 10), співпродюсер (1, 3, 4), перкусія (1, 3), вокальні аранжування (1, 3, 4, 6), ритм і перкусія (1, 3)
- Патті Остін — вокал та бек-вокал (трек 9)
- Том Бахлер — ритм-аранжування (трек 6), вокал (9)
- Майкл Боддікер — синтезатор (трек 2), програмування (5, 8)
- Ларрі Карлтон — гітара (трек 7)
- Пауліньо Да Коста — перкусія (треки 1, 3-5, 8, 10)
- Джордж Дюк — синтезатор і програмування синтезатора (треки 5, 6)
- Девід Фостер — синтезатор (треки 6, 9), аранжування ритму (9)
- Джим Гілстрап — бек-вокал (треки 1, 4)
- Гарі Грант — труба (треки 1-6, 8-10)
- Річард Хіт — перкусія (трек 1)
- Марло Хендерсон — гітара (треки 1, 2, 5, 6, 9, 10)
- Джеррі Хей — аранжування на валторні, трубі та флюгельгорні (треки 1-6, 8-10)
- Кім Гатчкрофт — баритон-саксофон, тенор-саксофон і флейта (треки 1-6, 8-10)
- Ренді Джексон — перкусія (трек 1)
- Мортонетт Дженкінс — бек-вокал (треки 1, 4)
- Огі Джонсон — бек-вокал (треки 1, 4)
- Луїс Джонсон — бас-гітара (треки 1, 3-10), ритм-аранжування (4)
- Квінсі Джонс — продюсер (всі треки), ритм-аранжування (4, 6, 9), вокальні аранжування (6, 9)
- Джонні Мандел — аранжування струнних (треки 7, 8)
- Полетт МакВільямс — бек-вокал (треки 1, 4)
- Грег Філлінгейнс — електропіаніно (треки 1, 3, 5-10), синтезатор (1, 2, 5, 8), клавішні (4), ритмічні аранжування (1, 3, 6, 8)
- Стів Поркаро — програмування синтезатора (треки 6, 9)
- Білл Райхенбах-молодший — тромбон (треки 1-6, 8-10)
- Джон Робінсон — ударні (треки 1-6, 8-10), перкусія (3)
- Брюс Швед — інженер звукозапису та аудіо-мікшер (всі треки)
- Род Темпертон — ритм і вокал (треки 2, 5, 10)
- Філ Апчерч — гітара (трек 3)
- Джеральд Вінчі — концертмейстер (треки 1, 2, 4, 7, 8)
- Боббі Вотсон — бас-гітара (трек 2)
- Wah Wah Watson — гітара (треки 4, 6, 9)
- Девід Вільямс — гітара (треки 1-3, 5, 10)
- Ларрі Вільямс — тенор-саксофон, альт-саксофон і флейта (треки 1-6, 8-10), соло на альт-саксофоні (6)
- Зедрік Вільямс — бек-вокал (треки 1, 4)
- Хоук Волинські — Fender Rhodes (трек 2)
- Стіві Вандер — аранжування ритму (трек 8)
- Бен Райт — аранжування струнних (треки 1, 2, 4)

## Чарти

### Тижневі чарти
| Чарти (1979—1982)                   | Пікова позиція |
| ----------------------------------- | -------------- |
| США Billboard Top Black Albums      | 1              |
| США Billboard 200                   | 3              |
| Велика Британія (OCC)               | 5              |
| Швейцарія                           | 26             |
| Норвегія (VG-lista)                 | 4              |
| Нова Зеландія (RMNZ)                | 2              |
| Німеччина (Offizielle Top 100)      | 25             |
| Фінляндія (Suomen virallinen lista) | 9              |
| Нідерланди (Album Top 100)          | 8              |
| Канада (RPM)                        | 4              |
| Австралія (Kent Music Report)       | 1              |

| Чарти (2003—2018)                              | Пікова позиція |
| ---------------------------------------------- | -------------- |
| Нідерланди альбоми середньої ціни (MegaCharts) | 3              |
| Велика Британія (OCC)                          | 3              |
| Італія (FIMI)                                  | 9              |
| Іспанія (PROMUSICAE)                           | 11             |
| Австралія (ARIA)                               | 17             |
| Нідерланди вінілові альбоми (MegaCharts)       | 21             |
| Франція (SNEP)                                 | 27             |
| Швейцарія (Schweizer Hitparade)                | 27             |
| Португалія (AFP)                               | 30             |
| Бельгія (Ultratop Flanders)                    | 31             |
| Німеччина (Offizielle Top 100)                 | 37             |
| Бельгія (Ultratop Wallonia)                    | 39             |
| Фінляндія (Suomen virallinen lista)            | 50             |
| Нідерланди комбінований альбом (MegaCharts)    | 54             |
| Канада (Billboard)                             | 74             |

### Чарти на кінець року
| Чарт (1979)                    | Позиція |
| ------------------------------ | ------- |
| США Billboard Top Black Albums | 49      |

| Чарт (1980)                    | Позиція |
| ------------------------------ | ------- |
| США Billboard Top Black Albums | 1       |
| США Billboard                  | 3       |
| Австралія (Kent Music Report)  | 6       |
| Нова Зеландія (RMNZ)           | 7       |
| Велика Британія (OCC)          | 9       |
| Канада (RPM)                   | 10      |

## Продажі
| Країна          | Статус              | Кількість проданих копій |
| --------------- | ------------------- | ------------------------ |
| Австралія       | 5×платиновий        | 350 000                  |
| Бразилія        | Золотий             | 60 000                   |
| Канада          | платиновий          | 300 000                  |
| Франція         | 6×платиновий        | 1 000 000                |
| Нова Зеландія   | 6×платиновий        | 90,000                   |
| Велика Британія | платиновий          | 1 800 000                |
| США             | 8×Мульти-платиновий | 9 000 000                |
| Загалом у світі | —                   | 20 000 000               |